# Джої Рамон
Джої Рамон (англ. Joey Ramone, справжнє ім'я — Джеффрі Росс Гайман, англ. Jeffrey Ross Hyman; 19 травня 1951, Нью-Йорк, США — 15 квітня 2001, Нью-Йорк, США) — американський музикант, найбільш відомий як вокаліст і співзасновник панк-рок гурту Ramones. Його образ, голос і перебування в складі гурту Ramones зробили його іконою контркультури. Він, разом із гітаристом Джонні Рамоном, є одним із двох початкових учасників Ramones, які залишились аж до розпуску гурту в 1996 році.

## Рання біографія

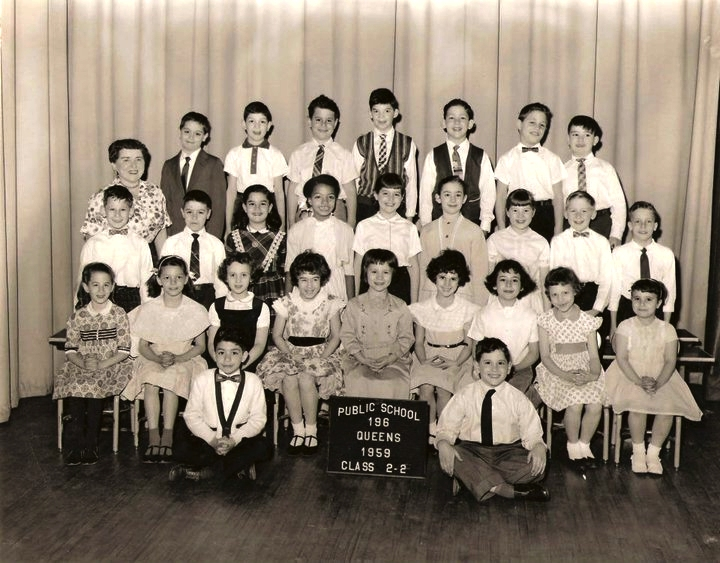
Шкільне фото Джої Рамона (посередині заднього ряду), коли він був у 2-му класі школи в Квінсі, Нью-Йорк

Джеффрі Росс Гайман народився 19 травня 1951 в Квінзі, Нью-Йорк, в єврейській родині. Його батьками були Шарлотта (до шлюбу Менделл) та Ноель Гаймани. Також, в нього був молодший брат Мітчел, який теж став популярним музикантом під псевдонімом "Mickey Leigh".
 Він народився із недорозвиненим паразитичним близнюком, який стричав із його спини, і якого прибрали хірургічним шляхом. Родина жила в районі Форрест-Гіллс в Квінсі, там же Джеффрі ходив до школи разом із іншими майбутніми учасниками гурту Ramones. Його матір Шарлотта розлучилась із його батьком Ноелем і одружилася знову, однак вітчим невдовзі загинув в автомобільній аварії.
Джеффрі Гайман захоплювався творчістю The Beatles, The Who Девіда Боуї, The Stooges та інших, особливо класичною рок-музикою та гуртами продюсованими Філом Спектором. Він був фанатом Кіта Муна з гурту The Who. Джеффрі почав грати на барабанах в 13 років, а в 17 почав грати на акустичній гітарі.

## Музична кар'єра
В 1972 році Гайман приєднався до глем-панк гурту "Sniper". Цей гурт грав у Mercer Arts Center, Max's Kansas City та в Coventry, разом із гуртами New York Dolls, Suicide, and Queen Elizabeth III. Гайман грав у цьому гурті під всевдонімом Джефф Старшіп до початку 1974 року, коли його там замінив Алан Тьорнер.
В 1974 році Джеффрі Гайман разом із своїми друзями Джоном Каммінгсом та Дугласом Колвіном заснували панк-рок гурт Ramones. Колвін на той момент вже використовував псевдонім "Ді Ді Рамон", тому інші теж взяли собі сценічні псевдоніми із прізвищем "Рамон": Джон Каммінгс став "Джонні Рамоном", а Джеффрі Гайман став "Джої Рамоном". Прізвище "Рамон" походить від Пола Маккартні: він короткочасно використовував сценічний псевдонім "Пол Рамон" ("Ramon", без літери e в кінці) в 1960-1961 коли гурт The Beatles, тоді ще маловідомий гурт Silver Beetles з п'ятьма учасниками, поїхав у тур по Шотландії, і всі його учасники виступали під псевдонімами; також він виступав під цим псевдонімом в 1969 році, коли грав на барабанах в одній з пісень альбому "Brave New World" Стіва Міллера.
На початку Джої Рамон був у гурті барабанщиком, а Ді Ді Рамон був вокалістом. Однак, коли виявилось що голос Ді Ді Рамона не витримував навантаження постійних живих виступів, менеджер гурту Тамаш Ердеї запропонував, щоб вокалістом натомість став Джої Рамон. Брат Джої Рамона, Міккі Лей, сказав з цього приводу
Я був у шоці коли вийшов гурт. Джоуї був лід-вокалістом і не міг повірити в те, наскільки гарно йому це вдавалось. До того він сидів у мене вдома з моєю акустичною гітарою та писав пісні, руйнуючи мою гітару в процесі, і тут раптом він перший хлопець на сцені, з якого не можна звезти очей.
Після декількох безуспішних прослуховувань в пошуках нового барабанщика, Тамаш Ердеї вирішив сам стати барабанщиком, взявши собі псевдонім Томмі Рамон.
Гурт Ramones здійснив величезний вплив на панк-рок у США, хоч і не досяг великого комерційного успіху. Визнання важливості внеску гурту у культуру формувалось із роками, в зараз Ramones присутні в багатьох списках найкращих рок-гуртів, таких як "50 найкращих виконавців всіх часів" та "25 найкращих концертних альбоми всіх часів" від журналу Rolling Stone, або "100 найкращих виконавців хард-року" від телеканалу VH1. В 2002 році голосування проведене журналом Spin визнало Ramones другим найкращим рок-гуртом в історії, після The Beatles.
В 1996 році, після виступу на фестивалі Lollapalooza, гурт розпався.

## Хвороба та смерть

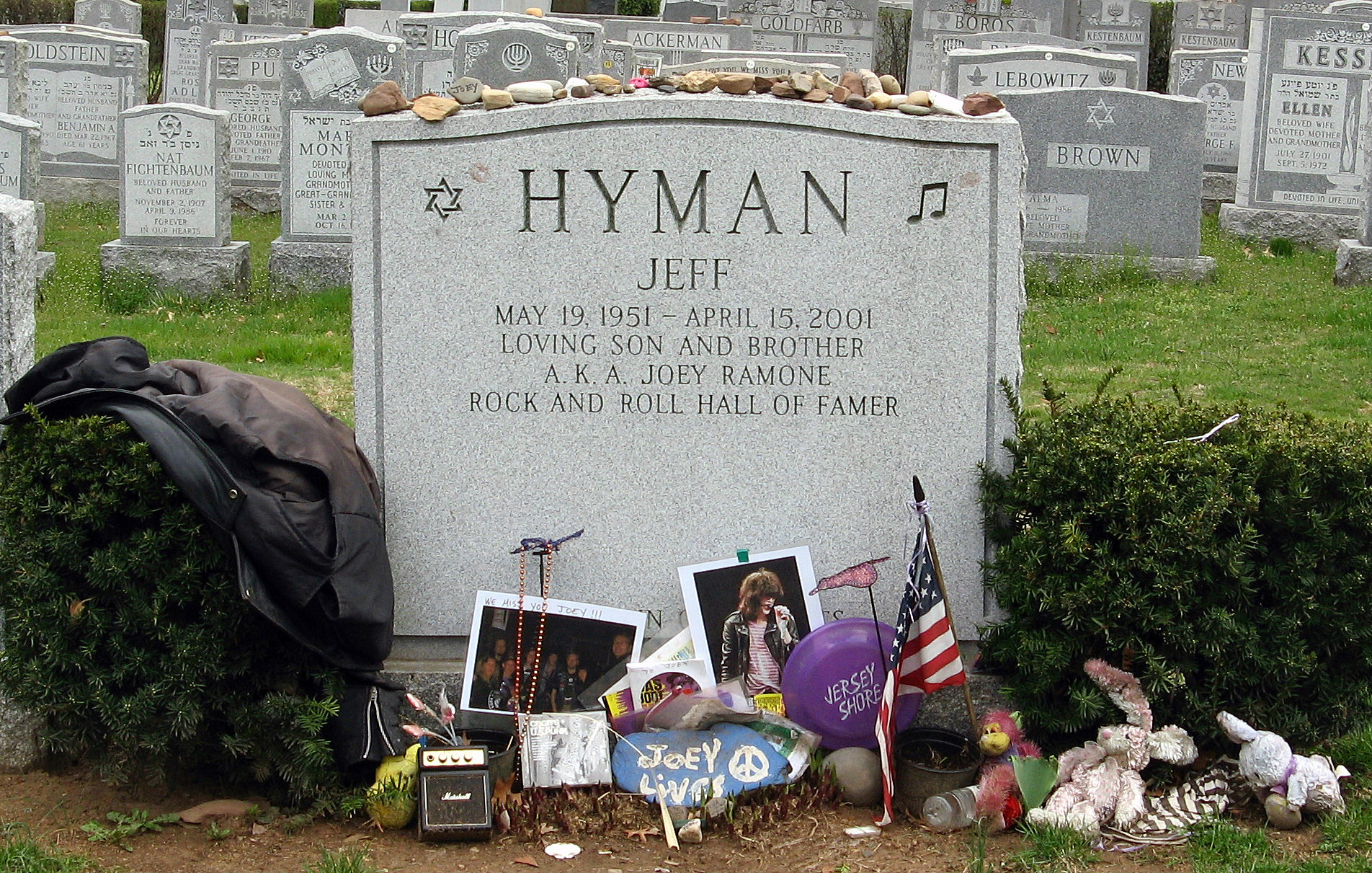
Могила Джоуї Рамона

В 1995 році Джої Рамону діагностували лімфому. Він тримав це у секреті аж до 19 березня 2001 року, коли про це було оголошено. Він помер від цієї хвороби в Пресвітеріанському шпиталі Нью-Йорка 15 квітня 2001, за місяць до того, як би йому виповнилося 50 років. Повідомлялося, що прямо перед смертю він слухав пісню "In a Little While" гурту U2. В 2014 році Боно, фронтмен гурту U2, в інтерв'ю для "Radio 538" підтвердив, що родина Джоуї Рамона розповіла йому про те, що Джої слухав цю пісню прямо перед смертю. Це історія пізніше була підтверджена Енді Шерноффом з гурту The Dictators. На поховання Джої Рамона прийшли його колеги по гурту Ramones Томмі Рамон, Річі Рамон і Сі Джей Рамон, а також Деббі Гаррі і Кріс Стейн з гурту Blondie, а також Джоан Джетт. Джої Рамона поховали на кладовищі Нью-Маунт-Зіон в місті Ліндгерст в Нью-Джерсі.
Його сольний альбом "Don't Worry About Me" випустили посмертно в 2002 році. В цьому альбомі є кавер пісні "What a Wonderful World" Луї Армстронга. MTV News так охарактеризувала Джої Рамона: "Зі своїми рожевими сонцезахисними окулярами, чорною шкіряною курткою, довгим волоссям до плечей, порваними джинсами і вокалом, в якому чергується гарчання із тихим наспівуванням, Джої Рамон став хрещеним батьком панку."